# 源光国
源 光国（みなもと の みつくに）は、平安時代後期の武将。伊豆守・源国房の長男。初名は師時（『尊卑分脈』）。

## 略歴
寛治元年（1087年）に左兵衛尉から右衛門少尉となり、同5年（1092年）には白河院の鞍馬寺参詣に供奉している（『為房卿記』『本朝世紀』『中右記』）。検非違使となっていた嘉保元年（1094年）には、京で火災が起こり光国の郎党が前天台座主良真の西京の邸宅に押し入り強盗を働く（『中右記』 ）。康和元年（1099年）正月に叙爵。この際受領の地位を望むが叶わなかった（『後二条師通記』『時範記』）。
康和5年（1103年）の宗仁親王（後の鳥羽天皇）立太子の儀や嘉承元年（1106年）の石清水八幡宮参詣などにおいて何れも大夫尉として白河院に供奉（『為房卿記』『永昌記』）。その後、出羽守となり、天仁2年（1109年）に起きた源義綱一族の追討事件では源為義と共に追討の任にあたる（『殿暦』）。
事件後任国である出羽に赴くが、天永元年（1110年）に摂関家領であった出羽国寒河江荘に濫入した上、任国を無断で放棄し美濃の所領に帰った（『中右記』『殿暦』）。天永4年・永久元年（1113年）に延暦寺と興福寺による大規模な強訴（永久の強訴）が起こると、平正盛や源為義などと共にこれの防衛にあたる（『長秋記』）。
永久5年（1117年）および天治元年（1124年）に、父・国房より伝領していた美濃国内の私領鶉郷の郷司以下住人による茜部荘押妨が依然続いているとして同荘領家東大寺に訴えられたが、侵入の事実は無く狼藉については在京であるがため詳知していないとして牢籠を続けた（『東南院文書』）。
久安3年（1147年）に85歳で卒去した（『尊卑分脈』）。

## 系譜
- 父：源国房
- 母：木工大夫正中の娘
- 妻：左衛門尉家実の娘
  - 長男：源光信（1093?-1145）
- 妻：大中臣輔清の娘
  - 男子：源光保（?-1160）
- 生母不明の子女
  - 男子：源光成
  - 男子：源全 - 多田禅師